# Fusulinellidae
Fusulinellidae es una familia de foraminíferos bentónicos cuyos taxones se han incluido tradicionalmente en la Familia Fusulinidae, de la superfamilia Fusulinoidea, del suborden Fusulinina y del orden Fusulinida. Su rango cronoestratigráfico abarca desde el Moscoviense (Carbonífero superior) hasta el Murgabiense (Pérmico superior).

## Discusión
Clasificaciones más recientes incluyen Fusulinellidae en la subclase Fusulinana de la clase Fusulinata.

## Clasificación
Fusulinellidae incluye a las siguientes subfamilias y géneros:
- Subfamilia Fusulinellinae
  - Dagmarella †
  - Fusulinella †
  - Obsoletes †, también considerado en la familia Triticitidae
  - Plectofusulina †
  - Profusulinella †
  - Protriticites †
  - Pseudofusulinella †
  - Taitzehoella †
  - Thompsonella †
  - Uralofusulinella †
  - Waeringella †
  - Yangchienia †
- Subfamilia Pulchrellinae
  - Kanmeraia †
  - Pulchrella †
  - Usvaella †
- Subfamilia Wedekindellininae
  - Eowaeringella †, también considerado en la subfamilia Pulchrellinae
  - Eowedekindellina †
  - Frumentella †
  - Parafusulinella †
  - Parawedekindellina †
  - Pseudowedekindellina †
  - Wedekindellina †

Otros géneros considerados en Fusulinellidae son:
- Epifusulina † de la subfamilia Quasifusulininae, aceptado como Quasifusulina
- Kanmeraia † de la subfamilia Fusulinellinae, aceptado como subgénero de Pseudofusulinella, es decir, Pseudofusulinella (Kanmeraia)
- Moellerites † de la subfamilia Fusulinellinae, aceptado como subgénero de Fusulinella, es decir, Fusulinella (Moellerites)
- Neofusiella † de la subfamilia Fusulinellinae, aceptado como subgénero de Profusulinella, es decir, Profusulinella (Neofusiella)
- Nipperella † de la subfamilia Fusulinellinae, aceptado como Fusulinella
- Ozawaina † de la subfamilia Fusulinellinae, considerado subgénero de Fusulinella, es decir, Fusulinella (Ozawaina)
- Praeobsoletes † de la subfamilia Fusulinellinae
- Pulchrella † de la subfamilia Fusulinellinae, aceptado como Pseudofusulinella
- Schellwienia † de la subfamilia Fusulininae, considerado subgénero de Fusulina, es decir, Fusulina (Schellwienia), y aceptado como Fusulina
- Sunghonella † de la subfamilia Fusulinellinae, aceptado como Dagmarella
- Usvaella † de la subfamilia Fusulinellinae
- Wedekindia † de la subfamilia Wedekindellininae, sustituido por Wedekindellina

Otro género de Fusulinidae no asignado a ninguna subfamilia es:
- Eozawainella, de posición taxonómica incierta